# Kobaltyn
Kobaltyn (cobaltyn, błyszcz kobaltu) – minerał z gromady siarkosoli. Jest minerałem rzadkim.
Nazwa kobold (od złego ducha kobolda) pojawia się u Basilliusa (329–379) na określenie kruszców, z których nie można było uzyskać żadnego metalu.

## Charakterystyka

### Właściwości
Zazwyczaj tworzy kryształy izometryczne o postaci sześcianu, ośmiościanu, dwunastościanu pięciokątnego o prążkowanych ścianach; oraz ich wzajemnej kombinacji. Kryształy kobaltynu mają taki sam kształt jak kryształy pirytu. Występuje w skupieniach ziarnistych, zbitych, w formie wpryśnięć i impregnacji. Jest kruchy, nieprzezroczysty, rozpuszcza się w kwasie azotowym. Topi się tworząc kulkę o słabych właściwościach magnetycznych. Jest ciężki i stosunkowo twardy. Często zawiera żelazo – ferrokobaltyn – oraz nikiel – kobaltyn niklowy. Współwystępuje z chalkopirytem, pirotynem, arsenopirytem.

### Występowanie
Występuje głównie w żyłach hydrotermalnych. Czasami pojawia się w skałach metamorficznych.
Stanowi produkt wysokotemperaturowych procesów hydrotermalnych. Jest spotykany w żyłach kruszcowych i skarnach.
Miejsca występowania:
- Na świecie: Kanada (Cobalt (Ontario) – największe złoża hydrotermalne), Niemcy (Rudawy), Norwegia (Kongsberg), Azerbejdżan (Daşkəsən), Szwecja (Riddarhyttan, Håkansboda, Tunaberg)[1], USA (Kolorado, Idaho, Kalifornia),  Meksyk (Sonora),  Wielka Brytania, Maroko, Australia.

- W Polsce: Złoty Stok[1].

### Zastosowanie
- Należy do rzadkich i poszukiwanych kamieni kolekcjonerskich.
- Jest ważnym źródłem pozyskiwania kobaltu[1] – ruda kobaltu zawiera (35,5% Co)